# بوبي تورنبول
بوبي تورنبول (بالإنجليزية: Robert Turnbull)‏ (17 ديسمبر 1895 في المملكة المتحدة - 18 مارس 1952) هو لاعب كرة قدم بريطاني (وحمل سابقاً جنسية المملكة المتحدة لبريطانيا العظمى وأيرلندا) في مركز الهجوم. شارك مع منتخب إنجلترا لكرة القدم. أما مع النوادي، فقد لعب مع نادي برادفورد بارك أفنيو.

## وصلات خارجية
- بوبي تورنبول على موقع قاعدة بيانات كرة القدم.إي يو (الإنجليزية)
- بوبي تورنبول على موقع ناشيونال فوتبول تيمز (الإنجليزية)